# Milton J. Fahrney
Milton J. Fahrney (24 de junio de 1872 - 26 de marzo de 1941) fue un director, guionista y actor cinematográfico de nacionalidad estadounidense, activo en la época del cine mudo.

## Biografía
Nacido en Dayton, Ohio, fue uno de los principales directores de la Nestor Film Company. David Horsley, el presidente y fundador de la sociedad, le confió la dirección de la sección que la compañía dedicaba a la producción de películas del género western. Por contrato, Fahrney debía producir semanalmente un cortometraje de un rollo.
En su carrera como director, iniciada en 1910 y acabada en 1917, Fahrney produjo un total de 194 cortometrajes; participó, además, en el guion de quince filmes y, desde 1911 a 1929, actuó en once producciones.
Estuvo casado en primeras nupcias con la escocesa Alexandra Phillips-Fahrney. Su segunda esposa se llamaba Marjorie.
Milton J. Fahrney falleció en 1941 en Sídney, Australia, a los 68 años de edad.

## Filmografía

### Director (selección)
| - In Arizona (1910) - On the Little Big Horn (1910) - The Tenderfoot (1910) - The Cowboy Preacher (1910) - Frontier Day in the West (1910) - At Double Cross Ranch (1910) - The Cowboy and the Lieutenant (1910) - Days of '49 (1910) - A Daughter of the Mine (1910) - The Sheriff's Daughter (1910) - The Fighting Parson (1910) - The Red Man's Honor (1910) - The Lily of the Ranch - The Bucking Broncho - The Boss of Circle E Ranch - The Crooked Trail (1910) - The Call of the West - Back in the Mountains - A True Pal | - Sons of the West - In the Black Hills - The Law and the Man (1910) - Strayed from the Range (1910) - Where the Sun Sets (1910) - Silver Plume Mine - The Girl from the East (1910) - The Ranchman's Bride - A Deal in Indians (1910) - Valley Folks - At Cedar Ridge (1911) - Sleepy Hollow (1911) - A True Westerner (1911) - The White Medicine Man (1911) - His Only Son, codirigida con Jack Conway (1912) - A Deal in Indians (1915) - Minding the Baby (1917) |

### Guionista
| - A True Westerner, de Milton J. Fahrney (1911) - The White Medicine Man, de Milton J. Fahrney (1911) - The Law of the Range - Lady Baffles and Detective Duck in The Lost Roll - Jerry's Stratagem - Jerry's Celebration - Jerry and the Bandits - Jerry's Picnic | - Jerry's Hopeless Tangle - Jerry's Star Bout - Jerry's Whirlwind Finish - Jerry's Big Deal - Jerry's Soft Snap - Jerry's Lucky Day - Jerry's Running Fight |

### Actor
| - After Twenty Years (1911) - The Covered Schooner, de Harry Edwards (1923) - Yankee Speed, de Robert N. Bradbury (1924) - Not Built for Runnin', de Leo D. Maloney (1924) - Dangerous Odds, de William James Craft y J.P. McGowan (1925) - Lash of the Law (1926) | - Chasing Trouble, de Milburn Morante (1926) - Le comte Kostia, de Jacques Robert (1926) - Stepping on the Gas, de Harry Moody (1927) - In the First Degree, de Phil Rosen (1927) - Untamed, de Jack Conway (1929) |